# Amaury Chabauty
 (décembre 2019).
Amaury Chabauty, né en 1978 à Paris, est un compositeur de musique de film français. Il est le conjoint d'Anaïs Tellenne.

## Filmographie

### Cinéma

#### Courts métrages
- 2007 : L'Astronaute de Christian Laurence
- 2010 : Voir de Nicolas Boulenger
- 2009 : Là-bas de Sylvain Desclous
- 2011 : Lundi matin de Nicolas Boulenger
- 2011 : Le Bonhomme des neiges de Olivier Talouarn
- 2011 : Action commerciale de Pascal Jaubert
- 2011 : Je viens de loin de Marion Casabianca
- 2012 : Le Monde à l'envers de Sylvain Desclous
- 2012 : Skom de Christophe Deroo
- 2012 : Spaghetti Man de Eve Dufaud
- 2013 : Polaris de Christophe Deroo
- 2013 : Le Point Godwin de Thomas Lesourd
- 2014 : Kubitsuri Yokocho de Christophe Deroo
- 2014 : La Planète Nam de Pauline Chabauty
- 2014 : Simiocratie de Nicolas Pleskof
- 2014 : Ma maman d'lo de Julien Silloray
- 2014 : Mon héros de Sylvain Desclous
- 2015 : La Fin du dragon de Marina Diaby
- 2016 : Féfé Limbé de Julien Silloray
- 2017 : La Peur du vide de Thomas Soulignac
- 2017 : Livraison de Steeve Calvo
- 2017 : Aurore de Maël Le Mée
- 2018 : 19 Juin  d'Anaïs Tellenne
- 2018 : La Mal bleu d'Anaïs Tellenne et Zoran Boukherma
- 2018 : Forêt-noire de Jean Marc E. Roy et Philippe David Gagné
- 2018 : Modern Jazz d'Anaïs Tellenne
- 2019 : Aspiration de Aude Gogny-Goubert[1]
- 2019 : Mortenol de Julien Silloray
- 2022 : Le Puissant Royaume de Julien Meynet
- 2022 : La Femme de 08h47 de Olivier Jahan

#### Longs métrages
- 2010 : Maman Colibri de Julien Duvivier
- 2014 : La Femme de l'armateur de Nicolas Boulanger
- 2016 : Vendeur de Sylvain Desclous[2]
- 2018 : Quatre Histoires fantastiques (segments Aurore, Livraison)
- 2020 : Teddy de Ludovic et Zoran Boukherma[3]
- 2022 : Murder Party de Nicolas Pleskof[4]
- 2022 : L'Année du requin de Zoran et Ludovic Boukherma
- 2023 : L'Homme d'argile d'Anaïs Tellenne[5]

- 2024 : Leurs enfants après eux de Zoran et Ludovic Boukherma

### Télévision
- 2014 : Déchiffrage (série documentaire, 5 épisodes) de Jacques Goldstein
- 2017 : Locu di morte (documentaire) de Julien Meynet
- 2018 : Art Stories (série documentaire, 5 épisodes) de Romain Cogitore et Philipp Mayrhofer
- 2019 : Over la nuit (série fiction, 40 épisodes) de Julien Meynet
- 2019 : Le Fleuve invisible (documentaire) de Serge Dumont
- 2020 : Alain Delon, l'ombre au tableau (série documentaire) de Karl Zéro et Daisy d'Errata

## Distinctions
- 2017 : Prix de la meilleure musique de court métrage au festival de musique et cinéma Des notes et des toiles pour La Peur du vide
- 2020 : Prix de la meilleure musique de film au festival du cinéma méditerranéen de Montpellier pour Teddy[6]

## Nominations
- 2024 : 3e Prix des auditeurs France Musique - Sacem de la musique de film
- 2024 : Lumières de la presse internationale - Lumière de la meilleure musique

## Discographie
- 2024 : Leurs enfants après eux (Bande originale du film)
- 2023 : L'homme d'argile (Bande originale du film)
- 2022 : L'Année du requin (Bande originale du film)[7]
- 2022 : Murder Party (Bande originale du film)[8]
- 2021 : Teddy (Bande originale du film)
- 2018 : Livraison (Bande originale du film)[9]
- 2019 : Forêt noire (Bande originale du film)[10]
- 2019 : Over la nuit (Bande originale de la série)[11]